# Llac Wanaka
El Llac Wanaka està situat a la regió d'Otago, a l'illa del Sud de Nova Zelanda, a una altitud 300 m. És el quart més gran del país, amb una superfície de 192 km² i una profunditat estimada de 300m. El seu nom és maori, una corrupció d'Oanaka ("el lloc d'Anaka", un cap tribal local). Wanaka és també el nom de la localitat que hi ha al llac.
Avui dia, a més de la cria d'ovelles, és també un popular destí turístic, i s'utilitza molt a l'estiu per a pescar, anar en barca i nedar. Les muntanyes properes i els rius cabalosos permeten el turisme d'aventura tot l'any, ja que hi ha instal·lacions a prop per a motos d'aigua i esquí.

## Geografia
El llac està al centre dels llacs d'Otago; el municipi homònim se situa en la conca d'un glaciar, a la riba del llac, i és la porta d'entrada al Parc nacional del Mont Aspiring. El llac Hawea es troba a quinze minuts de distància en contxe, de camí a la ciutat fronterera de Makarora, l'última parada abans d'arribar a la regió de glaceres West Coast. Al sud hi trobem la Vall de Cardrona, que ofereix una escènica ruta alpina escènica a la veïna Queenstown.
La seva llargada màxima és de 42 km, mentre que el seu punt més ample fa 10 km. La riba occidental està plena d'alts cims que s'alcen a més de 2.000 m per sobre del nivell del mar; al llarg de la costa oriental el terreny també és muntanyós però els cims són relativament més baixos.
El llac està situat en una vall en forma d'"U" formada per l'erosió glacial durant l'última edat de gel, fa més de 10.000 anys; l'alimenten els rius Matukituki i Makarora, i és la font del riu Clutha. El llac Hawea, que és a prop, descansa en una vall paral·lela tallada per una glacera que està a 8 km a l'est. En el seu punt més proper entre tots dos llacs, una cresta rocosa que rep el nom de The Neck, la distància que els separa és només de 1.000 m.
A l'extrem sud del llac hi ha nombroses illes petites, algunes de les quals funcionen com santuaris ecològics, com és el cas de la weka a l'illa de Stevenson. Aquí és l'únic lloc on trobem terra plana al voltant del llac, entorn de la sortida al riu Clutha, i és també on es troben les ciutats de Wanaka i Albert Town.